# Операція «Фортитьюд» (1958)
Операція «Фортитьюд» (англ. Operation Fortitude, 17 липня — 29 жовтня 1958)  — британська військова операція, проведена з метою захисту Хусейна, короля Йорданії, і йорданського уряду під час кризи, що виникла на Близькому Сході внаслідок липневого перевороту 1958 р. в Іраку.
Попри обмеженість можливостей, британський десант продемонстрував підтримку йорданської монархії і зіграв свою роль у її збереженні. Уряд короля Хусейна ефективно використавши сили безпеки і побоювання ізраїльського нападу, зміг знизити рівень антиурядових виступів в країні і стабілізувати ситуацію.

## Передумови
1 лютого 1958 року Єгипет і Сирія оголосили про своє об'єднання у Об'єднану Арабську Республіку (ОАР). Цей крок став каталізатором ряду подій, кульмінацією яких стала революція в Іраку. Приклад ОАР з об'єднання арабських країн викликав значний підйом панарабського руху в Іраку та Йорданії. 14 лютого Йорданія та сусідній Хашимітський Ірак у відповідь на створення ОАР сформували Арабську федерацію.
Навесні 1958 року за підтримки сирійських і єгипетських спецслужб в Аммані сталася серія вибухів в урядових будівлях і установах, була підірвана машина помічника військового аташе США в Аммані. У червні 1958 р. британський комітет начальників штабів оцінив ситуацію в Йорданії як «надзвичайну». У липні 1958 р. американська та британська розвідки отримали інформацію про існування змови з метою усунення короля Хусейна. 14 липня 1958 р. в Іраку стався кривавий державний переворот, згодом названий Революція 14 липня, загинув король Фейсал і вся його родина, а також принц Абдель Іллах і прем'єр аль-Саїд.

## Перебіг подій

### Рішення про втручання
На тлі цих подій Велика Британія отримала прохання про допомогу від короля Хусейна, який побоювався інтервенції з Іраку, і почала активні консультації зі США щодо проведення військової операції для захисту йорданської монархії. Сполучені Штати були проти здійснення масштабної операції, бо мали серйозні сумніви в здатності короля Хусейна утримати владу в своїй країні в умовах ізоляції. Падіння монархії в Аммані і розвал Йорданії вважалися в Вашингтоні лише питанням часу. Але розпад Йорданії, як побоювалися Сполучені Штати, міг привести до окупації Ізраїлем Західного берега р. Йордан, анексованого Хашимітським королівством після першої арабо-ізраїльської війни 1948—1949 рр., і, наступним кроком, до нової арабо-ізраїльської війни. Тому США вирішили надати матеріально-технічну підтримку самостійній британської операції в Йорданії. Отримавши цю згоду, британський уряд ухвалив остаточне рішення про початок операції «Фортитьюд»
Очолив операцію генерал-лейтенант Роджер Боуер, що на той час перебував на Кіпрі і обіймав посаду головнокомандувача сухопутними військами на Близькому Сході.
Політичні та військові обмеження на силові дії в Йорданії становили реальну проблему. Британський військовий контингент не міг ефективно протидіяти війні і не становив реальної сили, оскільки був ізольований від надійних джерел постачання, не мав жодного важкого озброєння для відбиття будь-яких бунтівних підрозділів йорданської армії і не мав повноважень викорінювати будь-яких потенційних противників режиму. За таких умов він був додатковою королівською вартою, що повністю залежала від доступу до аеродрому Амману та від повітряної підтримки, яку можна було б отримати з Кіпру чи від 6-го флоту США. Повітряна підтримка, у свою чергу, залежала від доброї волі ізраїльського уряду.

### Отримання дозволу Ізраїля на перетин території
Перша хвиля транспортних літаків Королівських ВПС злетіла з аеродрому Нікосії о 06:00 за місцевим часом. Несподівано для британських військових, ізраїльтяни заборонили повітряний перетин своєї території, ізраїльські винищувачі переслідували транспорт і змушували до посадки. В штабі на Кіпрі це викликало нервове потрясіння, наступним літакам тимчасово заборонили зліт. Після дзвінка до Лондона військові взагалі отримали наказ припинити операцію, оскільки виявилось, що питання заздалегідь з Ізраїлем не узгоджене. До Аммана, попри ізраїльські погрози, дістався лише один літак, але він тепер не міг повернутися на Кіпр. Кілька годин термінових телефонних дзвінків і телеграм залишилися без чіткої відповіді з боку ізраїльського уряду. Як згодом виявилось, ситуація виникла через недбалість заступника міністра закордонних справ Великої Британії, який не погодив належним чином проведення операції. Нарешті, о 13:00 за лондонським часом ображені ізраїльтяни, після наполегливого прохання Сполучених Штатів, надали згоду на співпрацю і схвалили перевезення 1 500 військових, а також вантажів і необхідного обладнання, з Кіпру в Амман через їхній повітряний простір.

### Розгортання британських військ

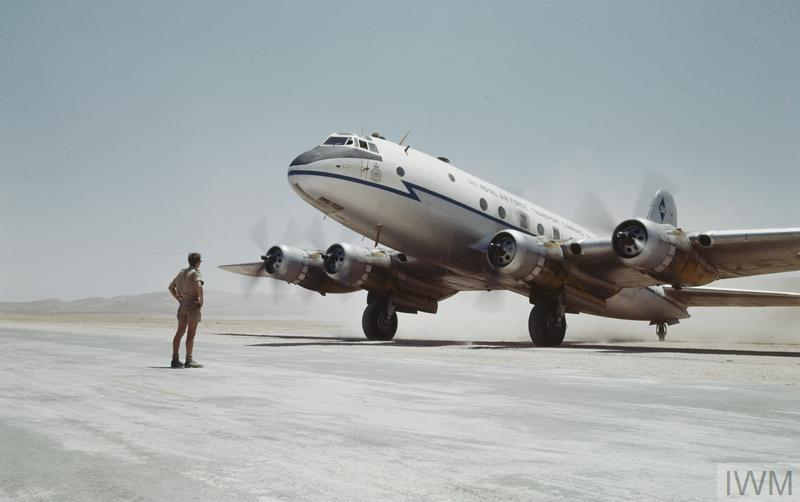
Handley Page Hastings, що виконував перевезення до Аммана

Перша партія — 500 британських вояків — прибула до Аммана 17 липня. Перевезення здійснювали 14 транспортних літаків Handley Page Hastings та 8 важких транспортників Blackburn Beverley, шість винищувачів-бомбардувальників Hawker Hunter 66-ї ескадрильї з Кіпру забезпечували прикриття. Всього до 21 липня було переправлено 1 800 чоловік — два батальйони 16-ї парашутної бригади, командував ними полковник Томас Пірсон, досвідчений солдат, який брав участь у кількох парашутних операціях під час Другої світової війни та у боротьбі з повстанцями в Малайзії на початку 50-х років. Надалі британські сили в Аммані були збільшені до 3 500 чоловік. Парашутисти розмістились в наметах безпосередньо біля аеродрому Аммана. Їх підтримувала 208-а ескадрилья винищувачів-бомбардувальників Hawker Hunter F.6s, також розгорнута навколо амманського аеродрому, два «Хантери» весь час чергували у постійній готовності до зльоту в кінці злітно-посадкової смуги. Взагалі аеродром та навколишня місцевість були мало захищені від будь-яких потенційних нападів, британці не мали жодної артилерії і були уразливі з повітря.

### Вантажні перевезення
Протягом перших двох днів операції Hastings та Beverley виконали вісімдесят чотири польоти між Кіпром та Амманом, і, попри те, що ізраїльтяни обмежували польоти лише нічним часом, було перевезено понад 1 000 тонн боєприпасів і техніки та 120 одиниць автотранспорту.
На додаток до регулярних рейсів, що здійснювалися транспортними літаками британських ВПС, розташованими на Кіпрі, американські транспортні літаки C124 та C130, перевезли значну кількість вантажів з Адани в Туреччині. З 22 липня по 6 серпня вони доставили до Аммана дванадцяти вантажівок та близько 1 500 тонн запасів для британських військ.
Тим не менш, лінія постачання залишалась слабкою, до того ж 21 липня уряд Саудівської Аравії відмовив на американське прохання дозволити транспортним літакам пролетіти через саудівський повітряний простір. Це стало шоком для влади Аммана та посилило їхнє відчуття ізоляції. Потрібно було організувати маршрут постачання через Червоне море до Акаби, однак відкриття нового маршруту через Акабу потребувало додаткового розгортання військ.

### Американська та ізраїльська допомога повітряним силам
Після випадку, коли біля транспортного літака, що рухався до Аммана, з'явилися шість сирійських винищувачів, 6-й флот США прийшов на допомогу, і забезпечив супровід транспортних літаків (а згодом — патрулювання долини р. Йордан та Мертвого моря) винищувачами з авіаносців USS Saratoga та USS Essex.

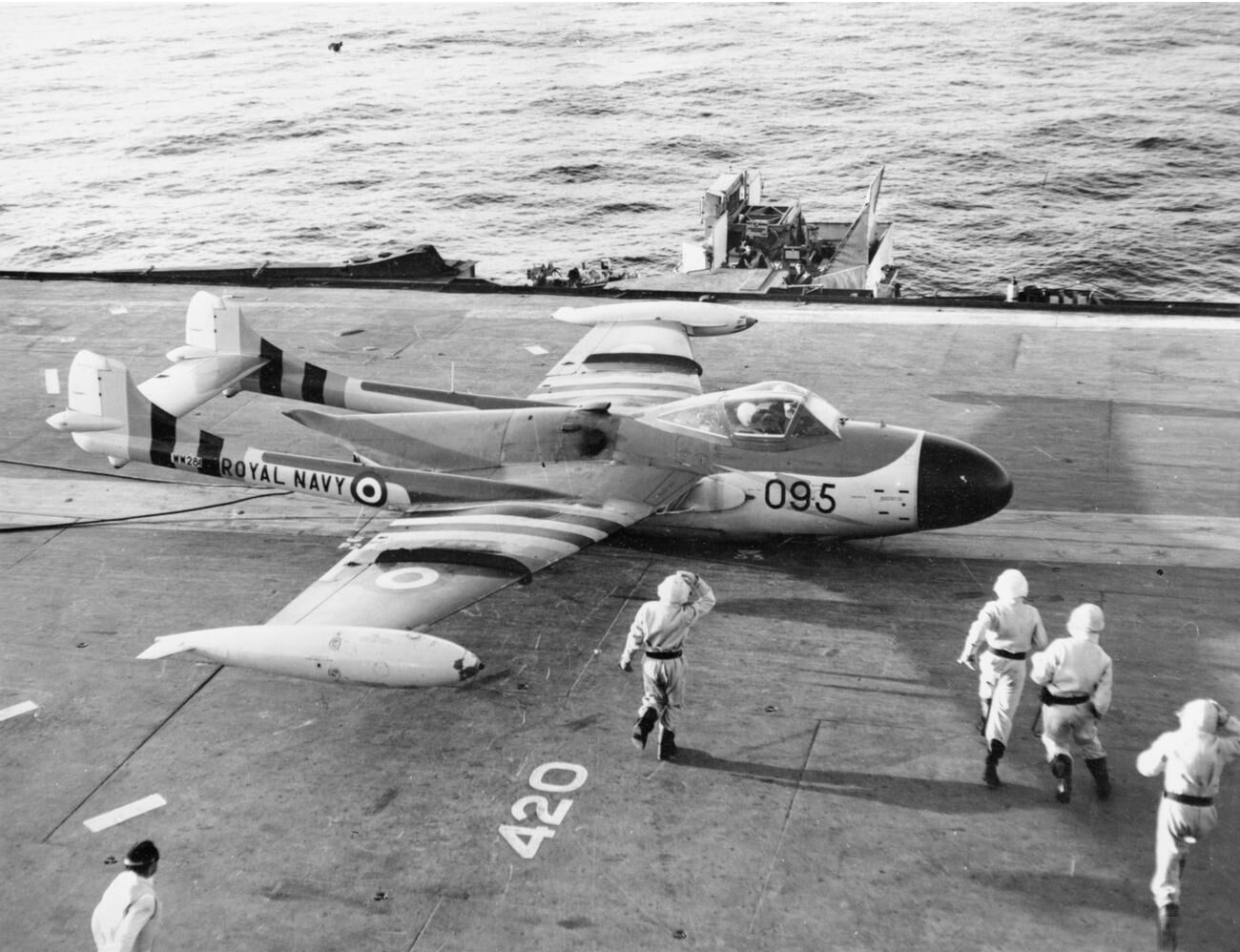
Sea Venom на палубі HMS Eagle. 1956 р.

Пізніше з Мальти прибула і розташувалася в 50 милях на захід від Хайфи група кораблів Королівського ВМФ на чолі з HMS Eagle.
Близькосхідний штаб ВПС на Кіпрі встановив добрі робочі відносини зі штаб-квартирою ізраїльських ВПС в Лоді. Це співробітництво стало у пригоді британцям 23 липня, коли винищувач Sea Venom розбився, намагаючись сісти на HMS Eagle.
Обидва члени екіпажу літака загинули, це були єдині жертви серед британських військовослужбовців під час операції Фортитьюд. Злітна палуба HMS Eagle тимчасово вийшла з ладу, інший Sea Venom, у якого закінчилось паливо, здійснив аварійну посадку в Ізраїлі, був там гостинно стрічений (ізраїльтяни навіть відрядили літак на Кіпр за необхідними для двигуна Sea Venom запчастинами) і повернувся через десять годин, коли палубу відновили.

### Захист короля Хусейна та йорданського уряду
Не маючи впевненості у лояльності йорданської армії, король Хусейн повинен був тримати під наглядом гарнізон Зарка.
Полковник Пірсон був впевнений, що може захистити аеродром і палац, але був стурбований можливою одночасною загрозою від гарнізону Зарка та бунтівників з Аммана.
Король, зацікавлений не виявляти значної залежності від іноземної військової підтримки, відхилив пропозицію Пірсона про безпосередню охорону палацу. Тому діяльність британських військових була зосереджена на двох напрямках: один батальйон контролював аеродром, інший патрулював центр Аммана і був готовий захищати Хусейна, міністрів уряду та британських громадян, у разі погіршення ситуації. Кожен патруль складався з чотирьох бійців.
1 серпня Лондон ухвалив рішення посилити контингент відправленим з Адена третім батальйоном — Камеронців. Рішення направити підкріплення з Адена було обумовлено ускладненнями, пов'язаними зі спробами відправити війська через Суецький канал. Кораблі Ост-Індського флоту, в том числі авіаносець HMS Bulwark, були надіслані на захід Індійського океану, 7 серпня батальйон Камеронців завантажився на борт авіаносця і через Червоне море, у супроводі фрегатів HMS Ulisses і HMS Bigbury Bay, дістався порту Акаба для підтримки розгорнутих в Йорданії військ.

### Дебати в ООН і вирішення кризи
17 липня 1958 р. СРСР вирішив скористатися політичними перевагами англо-американських втручань у Лівані та Йорданії. Радянська делегація в ООН описувала британські дії як «відчайдушну спробу застарілого британського імперіалізму відновити вплив на Близькому Сході».
Британський представник у Раді Безпеки заявив, що Британія особливо чутлива до будь-якої загрози національній незалежності арабських держав на Близькому Сході і що британська політика полягає в сприянні їхньому національному відродженню. Делегація Йорданії зареєструвала в ООН скаргу про втручання ОАР у внутрішні справи країни, а США наклали вето на резолюцію Ради Безпеки, яка закликала до виведення англо-американських сил.
Низка дій та протидій з боку США, Великої Британії та СРСР, нарешті, призвели до розуміння, що інтервенції до Йорданії та Лівану не можливо буде розширити чи підтримувати невизначений час, для послаблення регіонального напруження було потрібне політичне рішення ООН. Воно було знайдене зусиллями Генерального секретаря ООН Дага Гаммаршельда і реалізовано утворенням спеціального представництва Генерального секретаря ООН в Йорданії, згідно з резолюцією Генеральної Асамблеї ООН від 21 серпня 1958 року. Генеральний секретар ООН призначив Піра Спінеллі своїм особистим представником в країні 19 вересня 1958 року, в Аммані був створений офіс представництва, що налічував біля 100 осіб. 11 жовтня 1958 року США надіслали до Йорданії консультативну місію з дев'яти чоловік.

### Евакуація з Аммана та Акаби
11 жовтня, камеронський батальйон передав захист периметра аеродрому Аммана знов парашутистам і рушив до Акаби. Евакуація парашутистів була запланована через два тижні літаками з Аммана на Кіпр.
Хоча британське міністерство закордонних справ заздалегідь запитувало дозволу на перетин ізраїльського повітряного простору, врешті угода була досягнута з ОАР. Попри угоду, небезпека нападу в повітряному просторі Сирії на війська, що евакуювалися, існувала. Якби транспортні літаки були обстріляні в момент евакуації, її довелося б припинити. Гаммаршельд знов втрутився, отримавши обіцянку Каїра, що британські літаки безперешкодно можуть пролетіти повітряним коридором над Сирією. Для перестраховки міністерство повітряного транспорту також конфіденційно домовилось з ізраїльськими військовими, що британські літаки, в разі ворожих дій з боку ОАР, зможуть перетнути територію Ізраїлю. Евакуація почалася 25 жовтня, і протягом чотирьох днів останній з десантників залишив Амман. Частина важкого устаткування і Камеронці були відправлені кораблями Королівського флоту з Акаби 1 листопада, після того, як король Хусейн відвідав порт в супроводі почесної варти. Загалом, евакуація пройшла без серйозних інцидентів. 1 грудня 1958 року король Хусейн скасував в країні надзвичайний стан.